# کریستیان هنسون
کریستیان هنسون (انگلیسی: Christian Henson؛ زادهٔ ۲۵ دسامبر ۱۹۷۱) آهنگساز، تنظیم‌کننده و موسیقی‌دان اهل بریتانیا است.

## گزیدهٔ آثار

### سینما
- افتخار تامی (۲۰۱۶)
- ایمان (۲۰۱۳)
- هیستری (۲۰۱۱)
- بدل شیطان (۲۰۱۱)
- بچه‌های پاریس (۲۰۱۰)
- مرگ سیاه (۲۰۱۰)
- مالیس در سرزمین عجایب (۲۰۰۹)
- مثلث (۲۰۰۹)
- راز موناکر (۲۰۰۸)
- کژدم (۲۰۰۷)
- تفاوت دختر و پسر (۲۰۰۶)
- حیوان (۲۰۰۵)
- در جستجوی آزادی (۲۰۰۴)

### تلویزیون
- افسانه‌های واهی (۲۰۱۸)
- داخل شماره ۹ (۲۰۲۰–۲۰۱۴)
- پوآرو (۲۰۱۳–۲۰۰۹)
- تخت‌گاز (۲۰۰۴–۲۰۰۲) - تنظیم‌کننده

### بازی‌های ویدئویی
- بیگانه: جداسازی (۲۰۱۴)
- اساسینز کرید ۴: پرچم سیاه (۲۰۱۳)